# Certima turmalis
Certima turmalis là một loài bướm đêm trong họ Geometridae.